# Colma (musikalbum)
Colma är det fjärde studioalbumet av den amerikanske gitarristen Buckethead. Det släpptes den 24 mars 1998 på etiketten CyberOctave. 
Buckethead tillägnade albumet sin mor som var sjuk i koloncancer. Han ville att hon skulle ha något njutbart att lyssna på medan hon återhämtade sig. Albumets namn kommer från den lilla staden Colma nära San Francisco i Kalifornien, (Colma, de dödas stad i Kalifornien).

## Låtlista
Alla låtar är skrivna och komponerade av Buckethead. 
| Nr           | Titel                          | Längd |
| ------------ | ------------------------------ | ----- |
| 1.           | Whitewash                      | 4:44  |
| 2.           | For Mom                        | 5:10  |
| 3.           | Ghost                          | 5:29  |
| 4.           | Hills of Eternity              | 5:07  |
| 5.           | Big Sur Moon                   | 1:13  |
| 6.           | Machete                        | 6:18  |
| 7.           | Wishing Well                   | 4:03  |
| 8.           | Lone Sal Bug                   | 5:32  |
| 9.           | Sanctum                        | 3:42  |
| 10.          | Wondering                      | 2:16  |
| 11.          | Watching the Boats with My Dad | 5:07  |
| 12.          | Ghost/Part 2                   | 2:31  |
| 13.          | Colma                          | 3:15  |
| Total längd: | Total längd:                   | 54:27 |

## Medverkande
- Buckethead – gitarr och bas
- Bryan Mantia – trummor och delay effects
- DJ Disk – "Machete", "Hills of Eternity" och "Lone Sal Bug"
- Bill Laswell – elbas på "Machete"
- Terry Untalan – cello och altfiol på "Wondering" och "Lone Sal Bug"

## Produktion
- Inspelad och mixad av Xtrack i Embalming Plant, Oakland, Kalifornien
- Spår sex inspelat och mixat av Robert Musso vid Orange Music, West Orange, New Jersey
- Produktion av Buckethead och Xtrack. Spår sex av Bill Laswell och Buckethead